# Высокая Грива (Здвинский район)
Высокая Грива — упразднённый посёлок в Здвинском районе Новосибирской области. На момент упразднения входил в состав Нижнечулымского сельсовета. Исключен из учётных данных в 1971 году.

## География
Посёлок располагался на крайнем востоке района у гривы Высокая, в 13 км (по прямой) к юго-востоку от села Нижний Чулым.

## История
В 1928 году состоял из 39 хозяйств. В административном отношении входил в состав Нижне-Чулымского сельсовета Нижне-Каргатского района Барабинского округа Сибирского края.
Решением Новосибирского облисполкома от 27.09.1971 г. № 650 посёлок исключен из учётных данных как фактически не существующий.

## Население
По переписи 1926 г. в поселке проживало 234 человека (120 мужчин и 114 женщин), основное население — русские